# سونی اریکسون دبلیو۸۰۰
سونی اریکسون دبلیو۸۰۰ (به انگلیسی: Sony Ericsson W800)، یک‌نمونه از گوشی‌های تلفن همراه سری دبلیو (به انگلیسی: W) شرکت سونی اریکسون می‌باشد که توسط همین شرکت به بازار عرضه شده‌است.